# Абаканово (Вологодський район)
Абаканово — сільце у Вологодському районі Вологодської області Росії.
Входить до складу Семенковського сільського поселення, з точки зору адміністративно-територіального поділу — до Семенковської сільради.
Відстань по автодорозі до районного центру Вологди — 11 км, до центру муніципального освіти Семенкова — 3 км. Найближчі населені пункти — Семенкове, Борілове, Нікітина, Петракове, Турбачеве.
За переписом 2002 року населення — 2 людини.